# Ерасов, Владимир Павлович
Владимир Павлович Ерасов (9 апреля 1939 — 16 июня 2014) — советский и российский театральный актёр, педагог, народный артист Российской Федерации (2008).

## Биография
Владимир Ерасов родился 9 апреля 1939 года в Ленинграде, со школы занимался самодеятельностью. Учился в Ленинградском кораблестроительном институте (ныне Санкт-Петербургский государственный морской технический университет), но бросил и поступил в Ленинградский театральный институт им. А. Н. Островского и в 1964 году закончил его (тогда уже Ленинградский институт театра, музыки и кинематографии). В 1964 году был распределён в Мурманский областной драматический театр, где работал 4 года. Затем выступал в театрах Орла, Ижевска, Архангельска и Тулы, играл в московском театре «Современник».
В 1973 году вернулся в Мурманский драмтеатр, в котором сыграл более 150 ролей.
Работал доцентом кафедры педагогики Мурманского педагогического университета, один из основателей факультета культуры и искусства. Работал в мурманском Информационном агентстве «Би-порт», где озвучивал фильмы и телевизионные сюжеты. Любил вязать и вышивать. Жена была также актрисой театра.
В 2012 году уехал из Мурманска.
Умер 16 июня 2014 года на 76 году жизни в посёлке Ленинский Тульской области.

## Награды и премии
- Заслуженный артист Российской Федерации (1997).
- Народный артист Российской Федерации (2008)[2].

## Работы в театре
- «День свадьбы» Розова — Михаил
- «Гнездо глухаря» Розова — Ясюнин
- «На дне» Горького — Медведев
- «Баня» Маяковского — Иван Иванович
- «Волки овцы» Островского — Лыняев
- «ОБЭЖ» Нушича — профессор
- «Кола» Полякова — городничий
- «Кола» — поп
- «Белое облако Чингисхана» — Арсан
- «Король Лир» — шут
- «Ящерице» — глава рода
- «Проделки Ханумы» — Микич
- «Таланты и поклонники» — Громилов

## Фильмография
- 1987 — Приказ (Nebūsiu gangsteriu, brangioji; Литовская киностудия) — эпизод
- 2004 — Конвой PQ-17 (серии 4, 7, 8) — Лысюк